# Simon Clarke (cyklist)
Simon Clarke, född den 18 juli 1986 i Melbourne, är en australisk professionell tävlingscyklist som sedan augusti 2011 cyklar för Orica-GreenEdge (GEC).
Simon Clarke vann etapp 4 under 2012 års Vuelta a España och segrade även i bergspristävlingen.

## Meriter
Vuelta a España
 Bergspristävlingen – 2012
1 etapp

## Stall
- SouthAustralia.com-AIS 2006–2008
- Amica Chips-Knauf 2009
- ISD-Neri 2009–2010
- Astana Team 2011
- Orica-GreenEdge 2012–